# Ілек (притока Псла)
Ілек, Ільок — річка в Україні та Росії, з витоком у Сумському районі Сумської області та гирлом у Біловському районі Курської області Росії. Ліва притока Псла (басейн Дніпра).